# زمان عمان

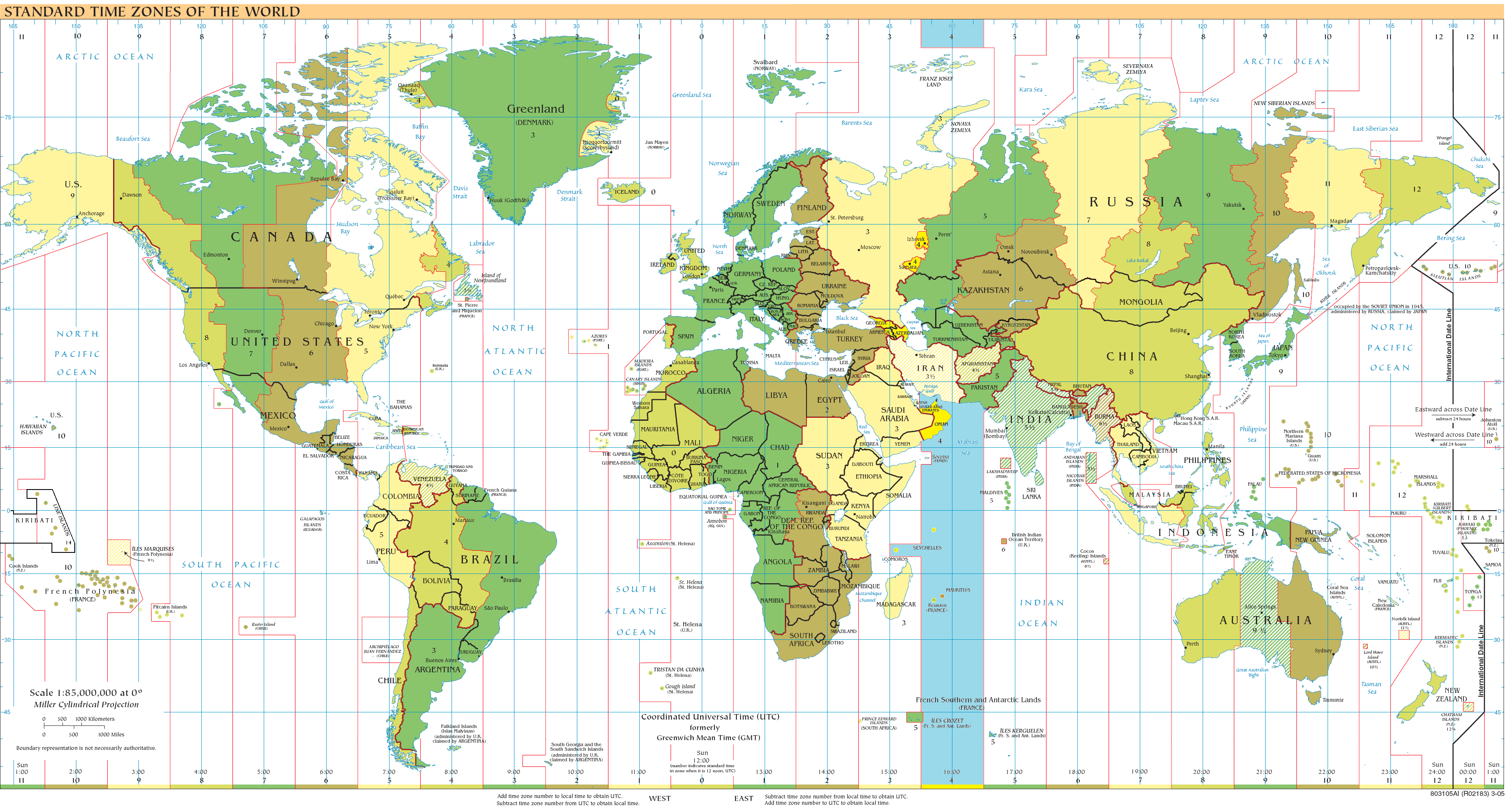
منطقه زمانی UTC +۰۴:۰۰ (آبی)

زمان عمان منطقه زمانی کشور عمان است که با یوتی‌سی ۴:۰۰+ و زمان استاندارد خلیج فارس (GST) هماهنگ است. عمان از ساعت تابستانی پیروی نمی‌کند.